# Woodbury Heights
Woodbury Heights és una població dels Estats Units a l'estat de Nova Jersey. Segons el cens del 2006 tenia 3.030 habitants.

## Demografia
Segons el cens del 2000, Woodbury Heights tenia 2.988 habitants, 1.027 habitatges, i 825 famílies. La densitat de població era de 937,9 habitants per km².
Dels 1.027 habitatges en un 38,2% hi vivien nens de menys de 18 anys, en un 66,4% hi vivien parelles casades, en un 9,6% dones solteres, i en un 19,6% no eren unitats familiars. En el 16,7% dels habitatges hi vivien persones soles el 8,1% de les quals corresponia a persones de 65 anys o més que vivien soles. El nombre mitjà de persones vivint en cada habitatge era de 2,89 i el nombre mitjà de persones que vivien en cada família era de 3,24.
Per edats la població es repartia de la següent manera: un 26,1% tenia menys de 18 anys, un 6,7% entre 18 i 24, un 29,2% entre 25 i 44, un 24,7% de 45 a 60 i un 13,3% 65 anys o més.
L'edat mediana era de 38 anys. Per cada 100 dones de 18 o més anys hi havia 90,8 homes.
La renda mediana per habitatge era de 63.266 $ i la renda mediana per família de 70.167 $. Els homes tenien una renda mediana de 51.342 $ mentre que les dones 33.220 $. La renda per capita de la població era de 24.001 $. Aproximadament el 2,4% de les famílies i el 4,1% de la població estaven per davall del llindar de pobresa.

## Poblacions més properes
El següent diagrama mostra les poblacions més properes.